# Сурамские электровозы

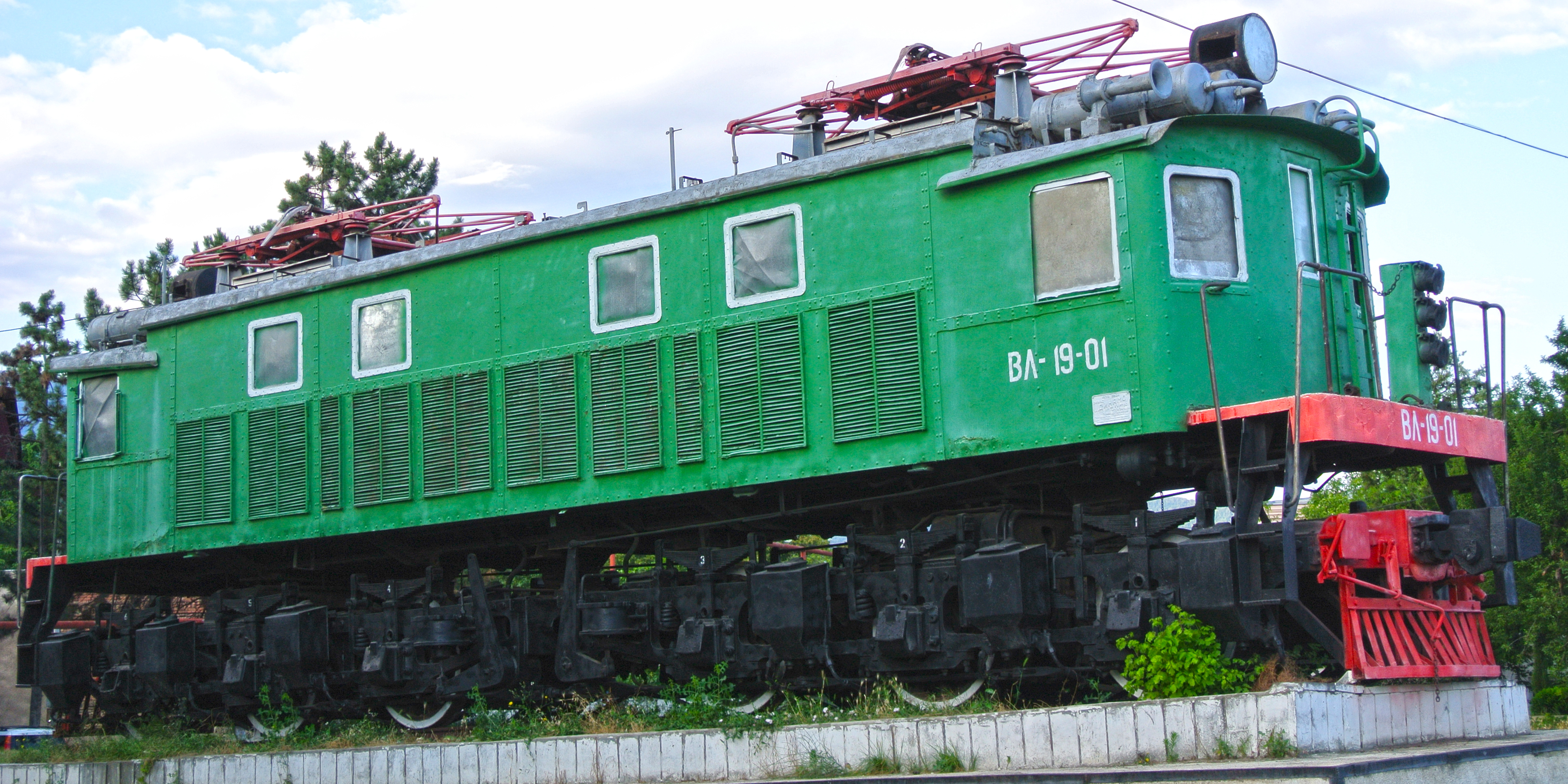
ВЛ19-01 на станции Хашури

Сурамские электровозы или электровозы сурамского типа — «семейство» грузовых и грузопассажирских электровозов постоянного тока. Изначально проектировались и строились по заказу СССР специально для работы на Сурамском перевале (участок Хашури—Зестафони Закавказской железной дороги). По общей продолжительности выпуска (23 года), сурамские электровозы занимают 3-е место среди всех советских электровозов, уступая лишь семействам ВЛ10 (включая ВЛ11) и ВЛ80 (оба — по 33 года).

## Конструкция
Основной чертой всех электровозов сурамского типа является наличие переходных площадок по концам кузова, что по существовавшим в то время нормам было обязательным для всех электровозов с электрооборудованием для работы по СМЕ. Экипажная часть локомотива состоит из двух сочленённых трёхосных тележек (осевая формула 0-30-0 + 0-30-0). Кузов вагонного типа с несущей главной рамой. Рессорное подвешивание выполнено преимущественно на листовых рессорах. Подвешивание тягового электродвигателя — опорно-осевое.

## Представители
| Серия     | Изображение                                            | Осевая формула | Напряжение, В            | Годы производства | Заводы                            | Кол-во |
| --------- | ------------------------------------------------------ | -------------- | ------------------------ | ----------------- | --------------------------------- | ------ |
| С (С10)   |                                                        | 0-3о−0+0-3о−0  | постоянное, 3000В        | 1931-1932         | General Electric                  | 8      |
| СИ (СИ10) |                                                        | 0-3о−0+0-3о−0  | постоянное, 3000В        | 1933-1934         | Tecnomasio Italiano-Brown-Boweri  | 7      |
| С (СС11)  | Электровоз Сс11-04                                     | 0-3о−0+0-3о−0  | постоянное, 3000В        | 1932-1934         | «Динамо», Коломенский завод       | 21     |
| ВЛ (ВЛ19) | Khashuri Locomotive                                    | 0-3о−0+0-3о−0  | Постоянное, 1500В, 3000В | 1932-1938         | «Динамо», Коломенский завод       | 145    |
| СК (ВЛ20) | СК-01 на заводе Динамо                                 | 0-3о−0+0-3о−0  | Постоянное, 3000В        | 1936, 1938        | «Динамо», Коломенский завод       | 5      |
| См (ВЛ22) | Sm22-22                                                | 0-3о−0+0-3о−0  | Постоянное, 3000В        | 1938-1941         | «Динамо», Коломенский завод       | 37     |
| ВЛ22м     | Электровоз ВЛ22м-2026 (VL22m-2026 electric locomotive) | 0-3о−0+0-3о−0  | Постоянное, 3000В        | 1941, 1946-1958   | НЭВЗ, «Динамо», Коломенский завод | 1542   |